# Тринідад (Уругвай)
Тринідад — столиця департаменту Флорес, Уругвай.
Населення25 031 мешканців (2006).
Площа5,144 км².

## Географія
- Висота: 134 м.
- Географічні координати: 33°32'20" Пд.ш., 56°53'18" Зх.д.

Декілька кілометрів на південь від міста, на перехресті автострад 3 і 23, знаходиться група скульптур, яка має назву Зоопарк майбутнього.

## Історія
Був заснований 18 липня 1805 року Хосе Артіґасом під назвою Поронгос. Отримав сучасну назву і статус міста (Ciudad) в липні 1903 року в зв'язку з постановою Nº 2.829.
| Уругвай | Це незавершена стаття з географії Уругваю. Ви можете допомогти проєкту, виправивши або дописавши її. |